# ایجیری اوکادا
ایجیری اوکادا (انگلیسی: Ijiri Okada؛ زادهٔ ۲۳ سپتامبر ۱۹۶۴) کمدین، امپرسیونیسم اهل ژاپن است.